# トーマス・ズパッキ
- トーマス・ザプーキ

トーマス・マシュー・ズパッキ（Thomas Mathew Szapucki,  1996年6月12日 - ）は、アメリカ合衆国ニュージャージー州オーシャン郡トムズリバー出身のプロ野球選手（投手）。左投右打。MLBのデトロイト・タイガース傘下所属。
英語発音ではザパッキー(za-PUCK-ee)が近い。メディアによっては「ザプーキ」と表記されることもある。Szapuckiはハンガリーに見られる人名でハンガリー語ではシャプキと発音するのが近い。

## 経歴

### プロ入りとメッツ時代
2015年のMLBドラフト5巡目（全体149位）でニューヨーク・メッツから指名され、プロ入り。契約後、傘下のルーキー級ガルフ・コーストリーグ・メッツでプロデビュー。3試合に登板して防御率15.43、3奪三振を記録した。
2016年はアパラチアンリーグのルーキー級キングスポート・メッツとA-級ブルックリン・サイクロンズでプレーし、2球団合計で9試合に先発登板して4勝3敗、防御率1.38、86奪三振を記録した。
2017年はA級コロンビア・ファイヤーフライズでプレーし、6試合に先発登板して1勝2敗、防御率2.79、27奪三振を記録した。7月にはトミー・ジョン手術を受けている。
2018年は前年の手術の影響もあって全休した。
2019年はA級コロンビア、A+級セントルーシー・メッツ、AA級ビンガムトン・ランブルポニーズでプレーし、3球団合計で21試合（先発18試合）に登板して1勝3敗、防御率2.63、72奪三振を記録した。オフの11月20日にルール・ファイブ・ドラフトでの流出を防ぐために40人枠入りした。
2020年はCOVID-19の影響でマイナーリーグの試合が開催されず、メジャーにも昇格しなかったため、公式戦の登板は無かった。
2021年5月27日にメジャー初昇格を果たしたが、登板機会が無いまま翌28日にAAA級シラキュース・メッツへ配属された。6月29日に再昇格すると、翌30日のアトランタ・ブレーブス戦でメジャーデビュー。だが、3.2回を投げて6失点を喫するなど炎上した。
2022年5月25日に再びアクティブ・ロースターに追加され、その日のサンフランシスコ・ジャイアンツ戦に登板したが、1.2回を投げて9失点を喫した。

### ジャイアンツ傘下時代
2022年8月2日にダリン・ラフとのトレードでニック・ズワック、カーソン・セイモア、J.D.デービスと共にジャイアンツへ移籍した。この年、ジャイアンツではほぼ一年間マイナーで過ごした為、メジャーでの登板機会は無かった。
2023年は開幕前の3月30日に左腕を痛めた為、シーズンを全休した。オフの11月17日にノンテンダーFAとなった。11月18日にマイナー契約でジャイアンツと再契約を結んだ(同月30日にAAA級サクラメント・リバーキャッツに配属)。
2024年は開幕前のスプリングトレーニングに招待選手として参加したが、開幕はAAA級サクラメントで迎えた。この年は故障の影響で長期離脱した為、シーズンを棒に振った。オフの11月4日にFAとなった。

### タイガース傘下時代
2025年2月14日にデトロイト・タイガースとマイナー契約を結び、同日中にA-級レイクランド・フライングタイガースに配属された。

## 投球スタイル
最速94mph（約151.2km/h）の速球にチェンジアップやカーブなどの球種を投げ分ける。

## 詳細情報

### 年度別投手成績
| 年 度    | 球 団    | 登 板 | 先 発 | 完 投 | 完 封 | 無 四 球 | 勝 利 | 敗 戦 | セ 丨 ブ | ホ 丨 ル ド | 勝 率 | 打 者 | 投 球 回 | 被 安 打 | 被 本 塁 打 | 与 四 球 | 敬 遠 | 与 死 球 | 奪 三 振 | 暴 投 | ボ 丨 ク | 失 点 | 自 責 点 | 防 御 率 | W H I P |
| -------- | -------- | ----- | ----- | ----- | ----- | -------- | ----- | ----- | -------- | ----------- | ----- | ----- | -------- | -------- | ----------- | -------- | ----- | -------- | -------- | ----- | -------- | ----- | -------- | -------- | ------- |
| 2021     | NYM      | 1     | 0     | 0     | 0     | 0        | 0     | 0     | 0        | 0           | ----  | 20    | 3.2      | 7        | 2           | 3        | 0     | 0        | 4        | 0     | 0        | 6     | 6        | 14.73    | 2.73    |
| 2022     | NYM      | 1     | 1     | 0     | 0     | 0        | 0     | 1     | 0        | 0           | .000  | 13    | 1.1      | 7        | 4           | 3        | 0     | 0        | 2        | 0     | 0        | 9     | 9        | 60.75    | 7.50    |
| 2022     | SF       | 10    | 0     | 0     | 0     | 0        | 0     | 0     | 0        | 1           | ----  | 54    | 13.2     | 12       | 2           | 4        | 0     | 0        | 16       | 1     | 0        | 3     | 3        | 1.98     | 1.17    |
| '22計    | SF       | 11    | 1     | 0     | 0     | 0        | 0     | 1     | 0        | 1           | .000  | 67    | 15.0     | 19       | 6           | 7        | 0     | 0        | 18       | 1     | 0        | 12    | 12       | 7.20     | 1.73    |
| MLB：2年 | MLB：2年 | 12    | 1     | 0     | 0     | 0        | 0     | 1     | 0        | 1           | .000  | 87    | 18.2     | 26       | 8           | 10       | 0     | 0        | 22       | 1     | 0        | 18    | 18       | 8.68     | 1.93    |

- 2024年度シーズン終了時

### 年度別守備成績
| 年 度 | 球 団 | 投手（P） | 投手（P） | 投手（P） | 投手（P） | 投手（P） | 投手（P） |
| 年 度 | 球 団 | 試 合     | 刺 殺     | 補 殺     | 失 策     | 併 殺     | 守 備 率  |
| ----- | ----- | --------- | --------- | --------- | --------- | --------- | --------- |
| 2021  | NYM   | 1         | 1         | 1         | 0         | 0         | 1.000     |
| MLB   | MLB   | 1         | 1         | 1         | 0         | 0         | 1.000     |

- 2021年度シーズン終了時

### 背番号
- 63（2021年 - 2022年）